# Aglaomyia
Aglaomyia is een muggengeslacht uit de familie van de paddenstoelmuggen (Mycetophilidae).

## Soorten
- A. gatineau Vockeroth, 1980
- A. ingrica (Stackelberg, 1948)